# جیمی براون
جیمی براون (به انگلیسی: Jimmy Brown) بازیکن فوتبال زادهٔ ۳۱ ژوئیه ۱۸۶۲ اهل کشور انگلستان که سابقهٔ بازی در تیم ملی فوتبال انگلستان را در کارنامهٔ خود دارد. وی در تاریخ ۲۶ فوریه ۱۸۸۱ نخستین بازی ملی خود را در مقابل تیم ملی فوتبال ولز انجام داد و با حضور در ۵ بازی ملی، در تاریخ ۲۱ مارس ۱۸۸۵ واپسین بازی ملی‌اش را در برابر تیم ملی فوتبال اسکاتلند برگزار کرد.
این بازیکن توانسته در بازی‌های ملی، ۳ گل به ثمر برساند.